# Fabio Pittorru
Fabio Pittorru (* 23. Dezember 1928 in Ferrara; † 24. Dezember 1995 ebenda) war ein italienischer Drehbuchautor und Filmregisseur.

## Leben
Pittorru gehörte mit Kollegen wie Massimo Felisatti und Florestano Vancini zu den Motoren des kulturellen Lebens ihrer Geburtsstadt Ferrara nach dem Zweiten Weltkrieg. Erste Arbeiten als Dokumentarfilmer standen neben seinem Broterwerb als Journalist. Ab Mitte der 1960er Jahre lebte er in Rom, wo er – oftmals in Kooperation mit seinem alten Freund Felisatti – ab 1968 Drehbücher zu zahlreichen Filme, insbesondere Kriminalfilmen und Giallos, vorlegte, die fast alle Publikumserfolge wurden. Auch beim Fernsehen war er ein gefragter Autor; bekannte Arbeiten sind Le terre del Sacramento, Il garofano rosso, Arabella und die Staffeln der Serie Qui squadra mobile. 1974 inszenierte er seinen einzigen eigenen Film, die Erotikkomödie Amore mio spogliati… che poi ti spiego!. Nach 1980 schrieb er kaum noch für Film und Fernsehen.
Neben seinen Filmarbeiten legte er auch Biografien bekannter Personen (Torquato Tasso und Agrippina) sowie Romane vor, teils zusammen mit Felisatti.
1974 erhielt er mit Felisatti den Premio Gran Giallo Città di Cattolica für Violenza a Roma.

## Filmografie (Auswahl)
- 1968: In den Adern heißes Blit (Violenza al sole)
- 1969: Rufnummer Kopenhagen Sex Sex Sex (Il primo premio si chiama Irene) (Dokumentarfilm)
- 1970: Solo-Konzert für eine Pistole (Concerto per pistola solista)
- 1971: Als die Frauen das Bett erfanden (Quando gli uomini armorono la clava e con le donne fecere din don)
- 1971: Die Grotte der vergessenen Leichen (La notte che Evelyn uscì della tomba)
- 1972: Gewalt – die fünfte Macht im Staat (La violenza: quinto potere)
- 1974: Amore mio spogliati… che poi ti spiego!
- 1974: Il Corpo (Il corpo)
- 1974: Mussolini – Die letzten Tage (Mussolini – ultimo atto)
- 1975: Die Killermafia (La polizia accusa: il servizio segreto uccide)
- 1977: El Macho
- 1977: 20 im Auto, 40 im Bett (La signora ha fatto il pieno)
- 1979: Das Leben ist wunderbar (Жизнь прекрасна)

## Bücher (Auswahl)
- 1973: (mit Felisatti): Violenza a Roma.
- 1982: Torquato Tasso: l'uomo, il poeta, il Cortigiano.
- 1986: Agrippina imperatrice: sorella di Caligola, moglie di Claudio, madre di Nerone.